# Марк Емилий Пап
Вижте пояснителната страница за други личности с името Марк Емилий Пап.
Марк Емилий Пап (на латински: Marcus Aemilius Papus) е политик и сенатор на Римската империя през 2 век.
През 135 г. той е суфектконсул заедно с Луций Бурбулей Оптат Лигариан.